# Missoula
Missoula ist eine Stadt in den Vereinigten Staaten von Amerika im Bundesstaat Montana und ist der Verwaltungssitz des Missoula County.
Missoula liegt am Fluss Clark Fork. In der Nähe fließt dieser mit dem Bitterroot River und dem Blackfoot River zusammen. Des Weiteren ist die Stadt von fünf Gebirgsketten umgeben, weshalb sie auch den Spitznamen „hub of five valleys“ trägt. 2016 hatte Missoula laut dem United States Census Bureau 72.346 Einwohner, die Metropolregion 116.130. Nach Billings ist Missoula die zweitgrößte Stadt und Metropolregion Montanas. In Missoula befindet sich die staatliche University of Montana – Missoula.
Missoula wurde 1860 als Hellgate Trading Post gegründet und gehörte zum Washington-Territorium. Im Jahre 1866 war die Siedlung 8 km flussaufwärts gewandert und wurde in Missoula Mills umbenannt, was später zu Missoula gekürzt wurde. Damals stellte Missoula Proviant und Versorgungsgüter für Siedler bereit, die entlang der Mullan Road nach Westen zogen. Um die Siedler besser zu schützen, wurde 1877 das Fort Missoula gegründet, was die Wirtschaft stabilisierte. Mit dem Anschluss an die First Transcontinental Railroad in 1883 kam es zu einem Boom der lokalen Holzindustrie. In 1893 wurde Missoula von Montanas Regierung als Standort der ersten Universität des Bundesstaates ausgewählt. Gemeinsam mit einem Hauptquartier des United States Forest Service, welches in 1908 gegründet wurde, blieben die Holzindustrie und die Universität lange Zeit die wichtigsten wirtschaftlichen Säulen der Stadt.
In den 1990er Jahren begann die Holzindustrie zu stagnieren und seit 2009 sind die Hauptarbeitgeber der Stadt die University of Montana, die Missoula County Public Schools und die beiden Krankenhäuser. Die Stadt wird von einem Bürgermeister und 12 Ratsmitgliedern regiert, mit je 2 Mitgliedern aus jedem Distrikt. In und um Missoula gibt es 160 ha Weideland, 35 km Wanderwege und fast 20 km² geschütztes offenes Weideland, auf dem es im Winter Elche und Hirsche gibt. In der Stadt befinden sich die ältesten und größten Brauereien Montanas. Die Montana Grizzlies sind eines der stärksten Universitäten-Footballteams in der Division I der NCAA. Berühmte Einwohner sind die erste Kongressabgeordnete Jeannette Rankin und der am längsten dienende Parteiführer des Senats Mike Mansfield.
Missoula hat einen internationalen Flughafen, den Missoula International Airport (IATA-Code MSO).

## Geographie
Missoula liegt im Westen Montanas auf einer Höhe von rund 950 m umgeben von Bergen und durchzogen von drei Flüssen – dem Clark Fork River, dem Bitterroot River und dem Blackfoot River – im ehemaligen Becken eines großen prähistorischen Glazialsees, des gleichnamigen Missoula-Gletschersees, namensgebend für die mächtigen Missoula-Fluten zu Ende der letzten Eiszeit.

## Wirtschaft
Eine überregionale Eisenbahngesellschaft namens Montana Rail Link hat ihren Firmensitz in Missoula.

## Verkehr
Durch Missoula verläuft in Ost-West-Richtung der Montana Highway 200.

## In der Kultur
Norman Macleans Roman Aus der Mitte entspringt ein Fluß und das hierauf basierende Hollywood-Drama Aus der Mitte entspringt ein Fluß (1992) von Robert Redford spielen vor dem Hintergrund der Flusslandschaft von Missoula.

## Städtepartnerschaften
- Neckargemünd, Deutschland
- Palmerston North, Neuseeland

## Söhne und Töchter der Stadt
- Jeannette Rankin (1880–1973), Politikerin, erste Frau im US-Kongress und Repräsentantenhaus
- Washington J. McCormick (1884–1949), Politiker, Mitglied im US-Repräsentantenhaus
- Dorothy Baker (1907–1968), Schriftstellerin
- Raymond P. Ahlquist (1914–1983), Pharmazeut und Pharmakologe
- Ted Nichols (* 1928), Komponist, Arrangeur, Dirigent und Musikpädagoge
- George Turman (1928–2008), Bürgermeister von Missoula und Vizegouverneur von Montana (1981–1989)
- Leroy Hood (* 1938), Biologe
- Jack Silver (1942–2016), Mathematiker
- David Lynch (1946–2025), Regisseur und Künstler
- Troy Evans (* 1948), Schauspieler
- Bob Rock junior (* 1949), Rennrodler
- Allen Vizzutti (* 1952), Trompeter, Komponist und Musikpädagoge
- Dana Carvey (* 1955), Schauspieler und Komiker
- Bill Bowers (* 1959), Pantomime und Schauspieler
- Dave Johnson (* 1963), Leichtathlet und Olympiamedaillengewinner
- Steve Bullock (* 1966), Politiker
- Jeff Olson (* 1966), Skirennläufer
- Brian P. Schmidt (* 1967), Astronom
- Eric Bergoust (* 1969), Freestyle-Skier
- Tommy Moe (* 1970), Skirennläufer
- Scott Michael Campbell (* 1971), Schauspieler, Filmregisseur, Drehbuchautor und Filmproduzent
- Tobias Read (* 1975), Politiker
- Jesse Tyler Ferguson (* 1975), Schauspieler
- Gabriel Womack (* 1982), Schauspieler
- Brandon Bryant (* 1985), Drohnenpilot und Whistleblower
- Jordan Hasquet (* 1985), Basketballspieler
- Peter Lowry (* 1985), Fußballspieler
- Jason Lamy Chappuis (* 1986), französischer Nordischer Kombinierer
- Christina Jones (* 1987), Synchronschwimmerin
- Georganne Moline (* 1990), Hürdenläuferin
- Björn Sandström (* 1995), schwedischer Skilangläufer
- Quinn Wolferman (* 1997), Freestyle- und Freeride-Skier
- Katharine Berkoff (* 2001), Schwimmerin